# Progress (Haushaltswarenhersteller)
Die Progress Elektrogeräte GmbH ist ein ehemaliger Elektrogerätebauer, der in Botnang (Stuttgart) ansässig war.

## Unternehmensgeschichte

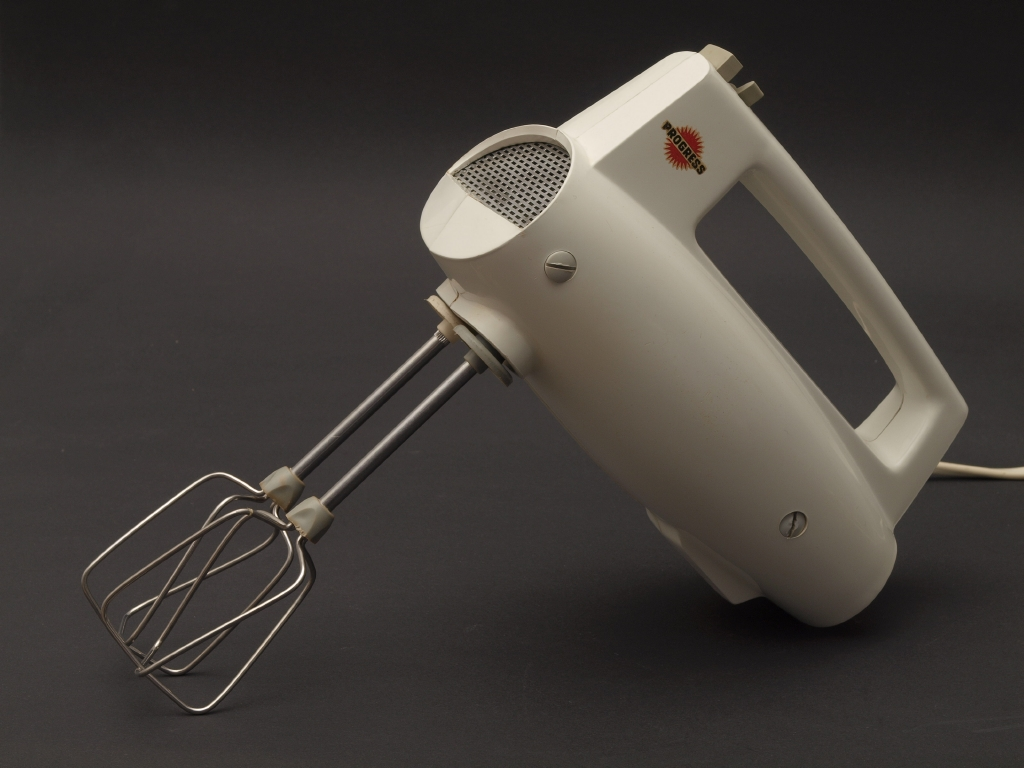
Mixer Typ 663–K11

Den Betrieb nahm Progress 1921 auf, nachdem Wilhelm Mauz, Paul Pfeiffer und Ernst Faber das Familienunternehmen Mauz & Pfeiffer Elektro-Apparatebau K.G. gegründet hatten. Gefertigt wurden Haushaltsstaubsauger und Bohnermaschinen.
Der erste fahrbare Staubsauger wurde unter dem Markennamen Progress im Jahr 1926 eingeführt. 1938 lief der 100.000. Staubsauger vom Band. Mit Kriegsbeginn wurde die ordentliche Produktion untersagt, um stattdessen die Waffenindustrie zu unterstützen. Gegen Ende des Krieges wurde die Produktionsstätte weitgehend zerstört. 1948 änderte das Unternehmen die Firma in Progress Verkauf GmbH der Firma Mauz & Pfeiffer und gründete die Fachabteilung Pumpentechnik.
1956 zeigte sich das Unternehmen innovativ, als es deutschlandweit erstmals Papierfiltertüten einführte und mit dem Modell Nova seinen ersten Vollkunststoff-Staubsauger auf den Markt brachte. Der Geschäftsbetrieb wurde in der Folgezeit ausgedehnt und um neue Standorte erweitert. 1971 gab es neben Stuttgart Produktionsstätten in Maulbronn und Nürtingen-Zizishausen.
Nach erheblichen wirtschaftlichen Engpässen ging Progress 1981 im schwedischen Konzern Electrolux auf.